# Антоніо Лопес Аменабар
Антоніо де Хесус Лопес Аменабар (ісп. Antonio de Jesús López Amenábar, нар. 10 квітня 1997, Мехіко) — гватемальський футболіст, який грає на позиції півзахисника в клубі «Коммунікасьйонес» та національній збірній Гватемали.

## Клубна кар'єра
Антоніо Лопес Аменабар народився в Мехіко в сім'ї гватемальців. Розпочав займатися футболом у школі клубу «Америка», а в професійному футболі дебютував у 2018 році в головній команді клубу «Америка». У наступному році в складі клубу Лопес Аменабар став чемпіоном країни, володарем Кубка Мексики, а також переможцем Чемпіона чемпіонів. У 2022 році клуб віддав футболіста в оренду до іншого мексиканського клубу «Некакса», а в 2022—2023 роках він грав у оренді на історичній батьківщині в клубі «Мунісипаль». З 2023 року Антоніо Лопес Аменабар грає у складі гватемальського клубу «Коммунікасьйонес», у складі якого став чемпіоном країни.

## Виступи за збірну
Оскільки Антоніо Лопес Аменабар мав гватемальське походження, то в 2018 році він отримав запрошення до національної збірної Гватемали, в якій і дебютував цього ж року. У складі збірної брав участь у Золотому кубку КОНКАКАФ 2023 року, на якому гватемальська збірна вибула у чвертьфіналі. Загалом у складі збірної на травень 2024 року зіграв 25 матчів, у яких забитими м'ячами не відзначився.

## Титули і досягнення
- Чемпіон Мексики (1): 2018 (Апертура)
- Володар Кубка Мексики (1): 2019
- Чемпіон чемпіонів (1): 2019
- Чемпіон Гватемали (1): 2023 Апертура